# Rosmalen
 (décembre 2020).
Si vous disposez d'ouvrages ou d'articles de référence ou si vous connaissez des sites web de qualité traitant du thème abordé ici, merci de compléter l'article en donnant les références utiles à sa vérifiabilité et en les liant à la section « Notes et références ».
Rosmalen est une localité néerlandaise de la province du Brabant-Septentrional, appartenant à la commune de Bois-le-Duc. Rosmalen est situé à l'est de Bois-le-Duc, au sud de la Meuse, sur la route d'Oss et de Nimègue.

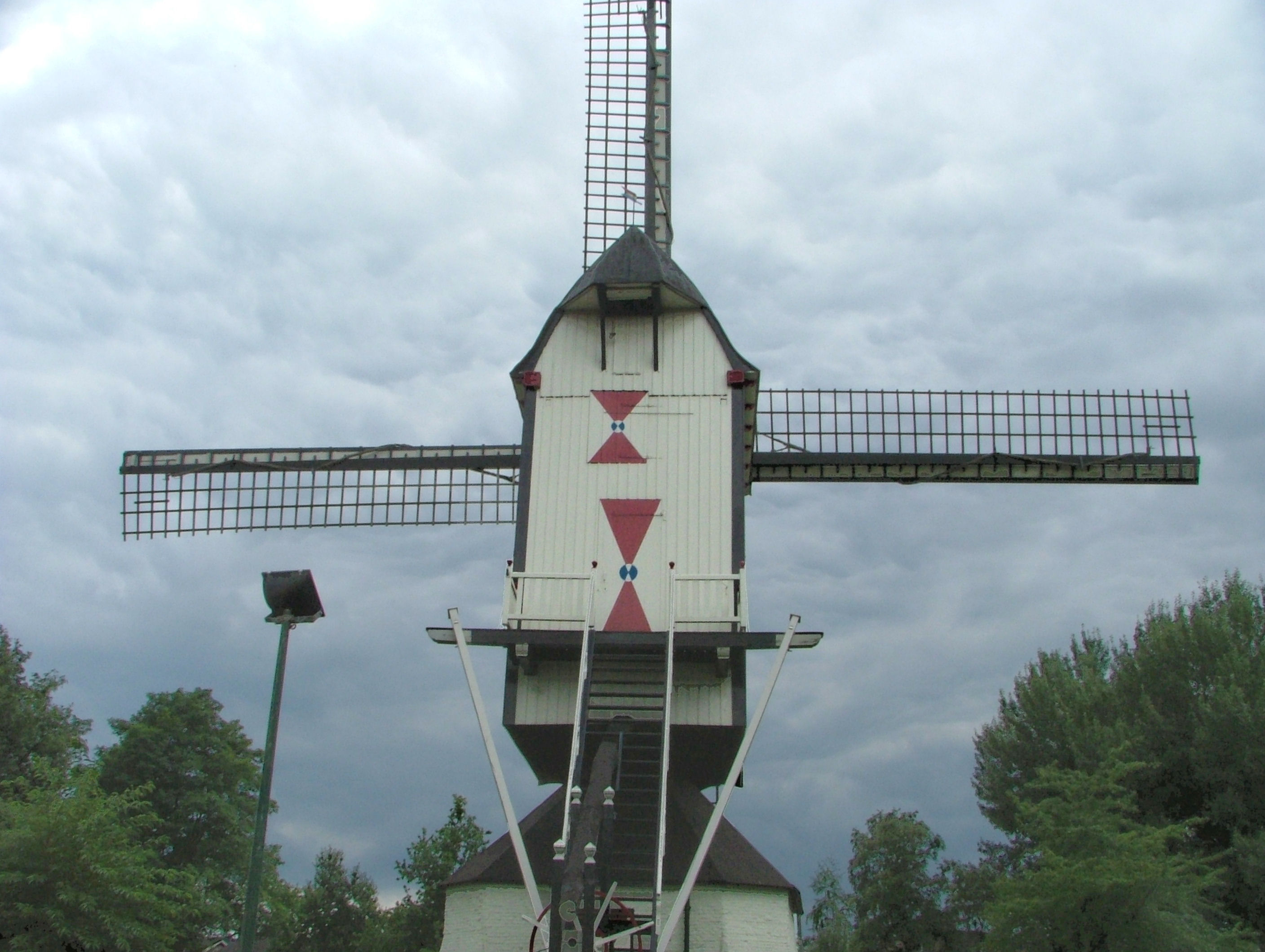
Moulin à Rosmalen

Jusqu'au 1er janvier 1996, date de son rattachement à Bois-le-Duc, Rosmalen fut une commune indépendante, contenant également les localités de Hintham, Kruisstraat et Maliskamp.
La ville de Rosmalen est entre autres connue pour son tournoi de tennis.

## Histoire
La première mention de Rosmalen date de 815. Le village apparaît sous la graphie Rosmalla ou Rosmella dans un document de l'Abbaye de Lorsch près de Mentz, qui mentionne une ferme située à Rosmalen. Sur la signification du nom, plusieurs thèses circulent :
- le nom peut être une composition des mots gothiques raus(a) (roseau) et malho (terres basses), signifiant ainsi terres basses où abondent les roseaux. La proximité de la Meuse rend plausible cette explication ;
- on lit également le nom comme marché aux chevaux (ros, en ancien néerlandais, signifiant cheval). En effet, Rosmalen a de tout temps été connu pour ses marchés aux chevaux.

Rosmalen est plus ancien que son grand voisin Bois-le-Duc, fondé aux alentours de l'an 1185. En cette année, le village possédait une église ou une chapelle, dédiée à saint Lambert. Rapidement, Rosmalen sera influencé par la nouvelle ville toute proche, influence qui ne disparaîtra plus jamais.